# Aeroportul San Cristóbal
Aeroportul San Cristóbal (IATA: SCY, ICAO: SEST) este un aeroport din Insula San Cristóbal, Ecuador ce deservește zona Insulele Galápagos. Aeroportul a fost tranzitat în 2018 de 91.983 de pasageri.
Situat la o altitudine de 19 m, aeroportul dispune de o singură pistă.